# Hércules, Mexiko
Hércules är en ort i Mexiko.   Den ligger i kommunen Sierra Mojada och delstaten Coahuila, i den norra delen av landet, 1 100 km nordväst om huvudstaden Mexico City. Hércules ligger 1 341 meter över havet och antalet invånare är 3 914.
Terrängen runt Hércules är platt åt nordväst, men åt sydost är den kuperad.  Trakten runt Hércules är nära nog obefolkad, med mindre än två invånare per kvadratkilometer. Det finns inga andra samhällen i närheten. Omgivningarna runt Hércules är i huvudsak ett öppet busklandskap.